# Wilhelm Eduard Ringer

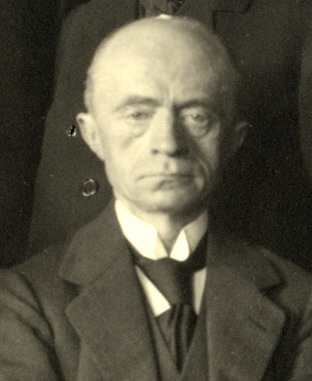
Wilhelm Eduard Ringer (1925)

Wilhelm Eduard Ringer (* 21. Juni 1874 in Groningen; † 29. November 1953 in Utrecht) war ein niederländischer physiologischer Chemiker und Hochschullehrer.

## Leben
Wilhelm Eduard Ringer studierte an der Universiteit van Amsterdam Chemie, promovierte 1901 bei Hendrik Willem Bakhuis Roozeboom mit seiner Dissertation Over mengsels van zwavel en seleen und wirkte anschließend als Chemiker am Institut für Meeresforschung in Den Helder. Im Jahr 1918 wurde er als Professor für physiologische Chemie an die Universität Utrecht berufen, an der er in der Folge bis zu seiner Emeritierung im Jahr 1945 als Hochschullehrer wirkte. In der Zeit von 1936 bis 1937 war er Rektor magnificus der Universität Utrecht.
Wilhelm Eduard Ringer wurde 1932 in der Sektion Biochemie und Biophysik als Mitglied in die Deutsche Akademie der Naturforscher Leopoldina aufgenommen.

## Schriften (Auswahl)
- Over mengsels van zwavel en seleen. Dissertation, Amsterdam 1901